# Begonia glandulosa
Begonia glandulosa là một loài thực vật có hoa trong họ Thu hải đường. Loài này được A.DC. ex Hook. mô tả khoa học đầu tiên năm 1861.